# SD 건담
SD 건담(SDガンダム, Super Deformed Gundam)은 일본 애니메이션 기동전사 건담 시리즈 중 하나이다.

## 개요
SD건담은 등장하는 인물과 병기 등을 머리가 큰 이등신 체형으로 바꿔서 표현한 캐릭터 혹은 그러한 캐릭터를 이용한 작품을 가리킨다. 프라모델로 나온 것들은 다른 건담 프라모델 보다 만들기 쉽다.

## SD 건담 작품

### SD 삼국전
SD건담 삼국전은 SD버전의 건담이 중국의 삼국지를 모티브로 하여 만들어진 SD건담 애니메이션이다. 삼국지 SD건담은 프라모델 킷화가 되어있다.

### 기타 작품
SD건담 월드 히어로즈